# Ernst-August-Kanal (Hannover)

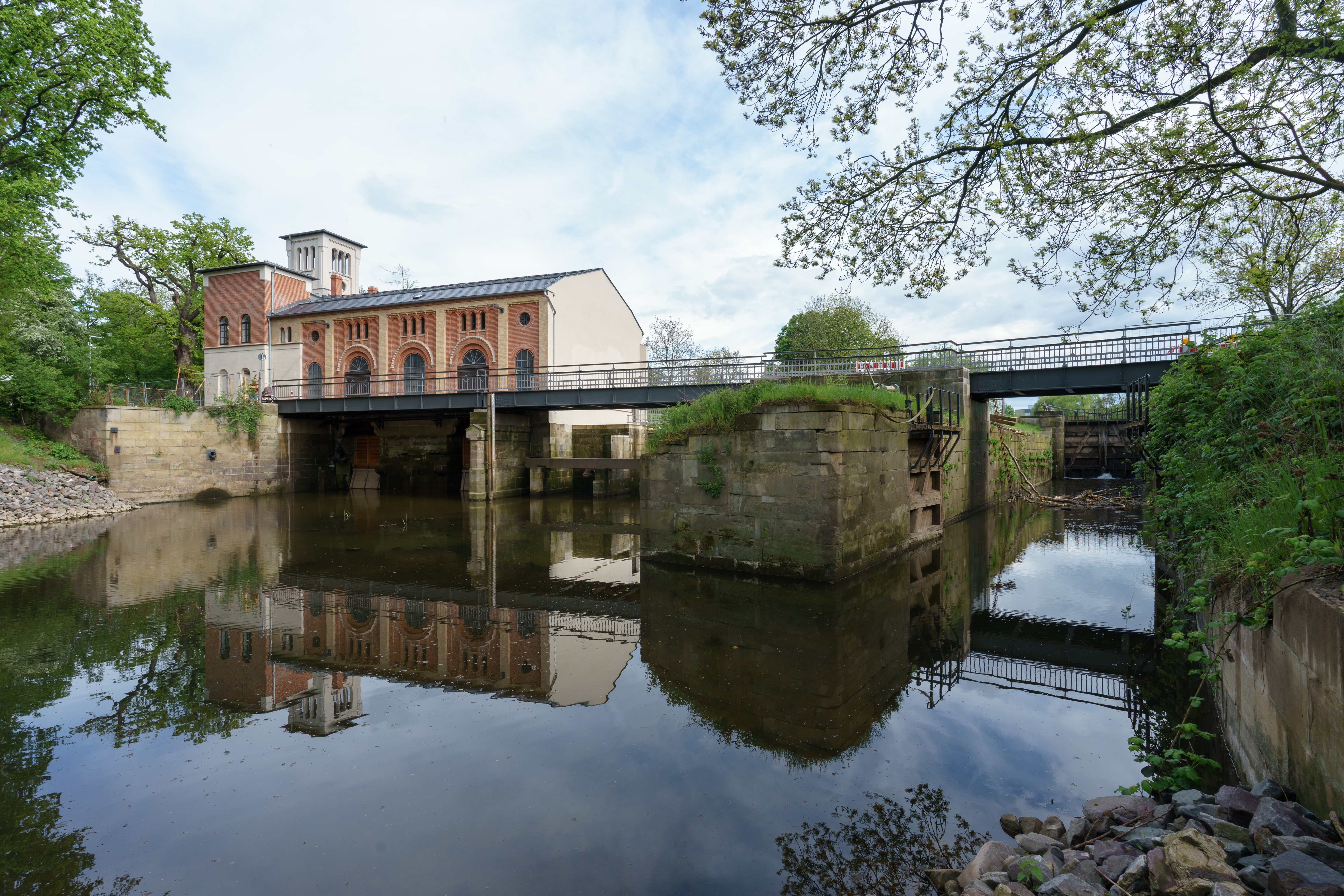
Blick über den Kanal auf die Wasserkunst und die Schleuse

Der Ernst-August-Kanal ist ein historischer Kanal im hannoverschen Stadtteil Herrenhausen. Gebaut wurde der Kanal als Zu- und Abfluss für die Wasserkunst Herrenhausen, welche ursprünglich die große Fontäne im Großen Garten speiste.

## Kanal

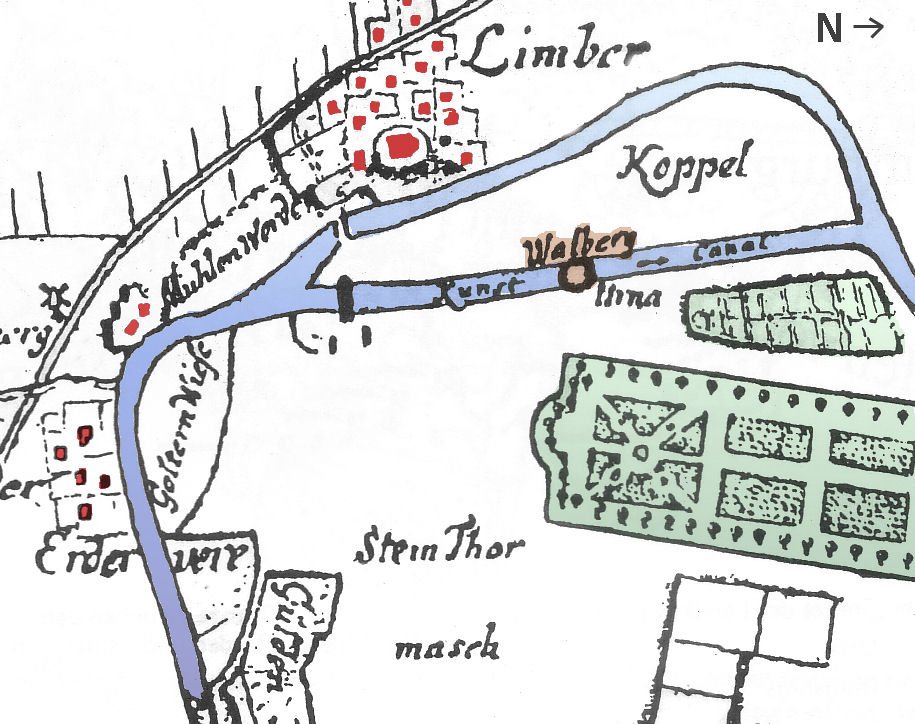
Karte mit dem Ernst-August-Kanal und der Burg Limmer (Walberg) zwischen Limmer (Limber), der Leine und den Herrenhäuser Gärten, 1740

Der Ernst-August-Kanal wurde ab März 1718 während drei Jahren Bauzeit durch Soldaten dreier Bataillone ausgehoben. Bei einer vorherigen Grabung wurden 1717 auf der späteren Kanaltrasse Artefakte gefunden, die als möglicher Standort der Burg Limmer gedeutet werden. Der Kanal beginnt zwischen dem Leine-Wehr und der Wasserkunst Herrenhausen, verläuft gerade über eine Länge von ca. 900 m in nordwestliche Richtung und mündet wieder in die Leine. Die Breite des Kanals variiert zwischen drei und fünf Metern und beträgt direkt an der Schleuse ca. 26 Meter. Gespeist wird der Kanal durch ein Wehr direkt an der Wasserkunst mit Wasser der Leine, wobei heutzutage regulär nur Wasser durch Undichtigkeiten in Wehr und Schleuse zufließt.
Heutzutage ist der Kanal durch Buschwerk zugewachsen und auch aufgrund des niedrigen Wasserstandes nicht mehr befahrbar. Seit dem Abschluss der Sanierung der Wasserkunst 2023 erfüllt der Kanal wieder seinen ursprünglichen, primären Zweck, wenn in der Wasserkunst die Wasserräder und Pumpen bei Vorführungen in Gang gesetzt werden. Benannt wurde der Kanal nach Ernst August von Braunschweig-Calenberg, welcher die Entwicklung der Wasserspiele im Großen Garten stark vorantrieb und dessen Sohn Georg Ludwig den Kanal anlegen ließ.

## Schleuse

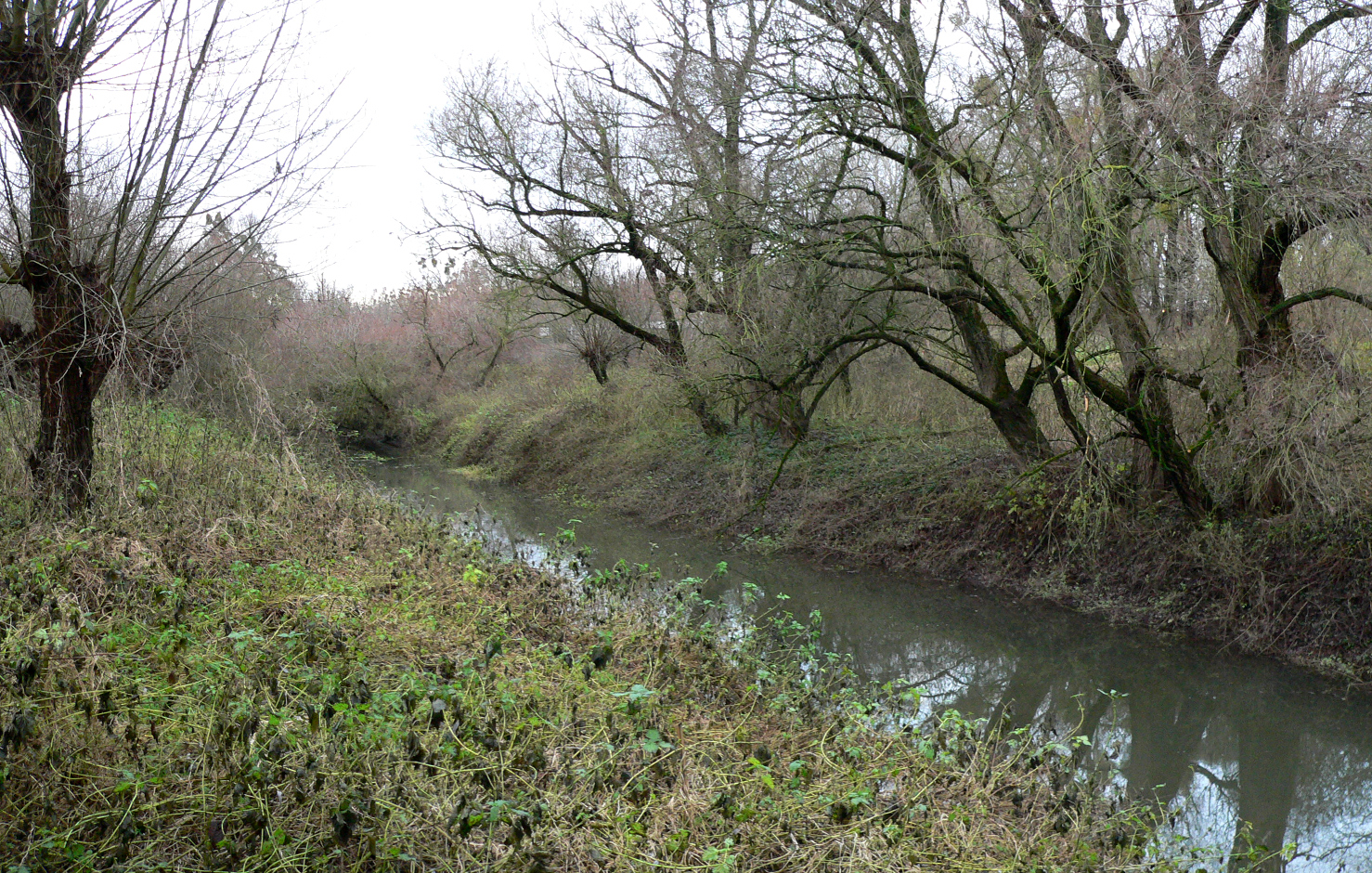
Der Kanal in seinem Verlauf

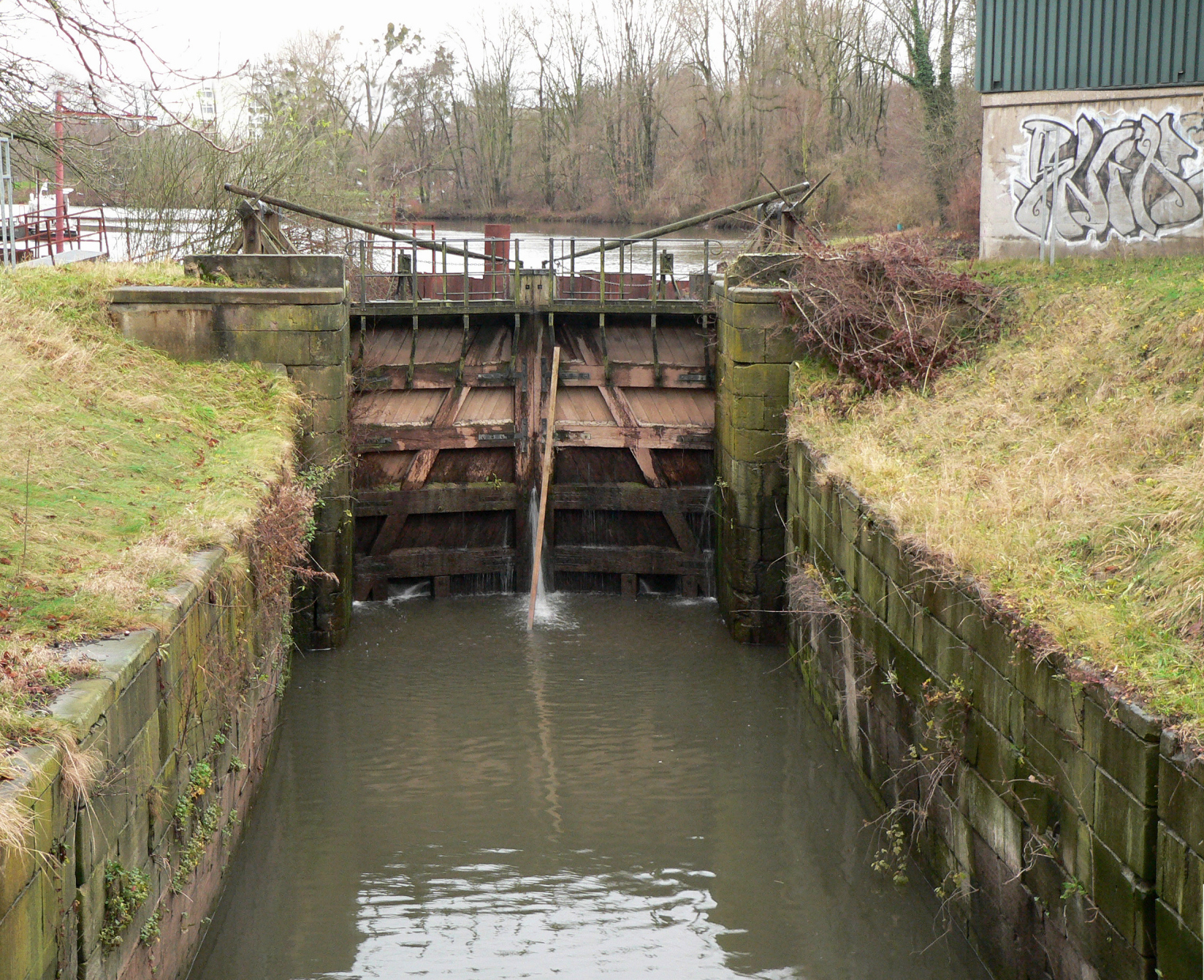
Schleusentor Süd

Durch das Aufstauen für die Wasserkunst war die Leine zunächst nicht mehr schiffbar. Durch das Jahrhunderthochwasser 1741 wurden Reparaturen an der Wasserkunst notwendig, mit denen der Hofarchitekt Johann Paul Heumann beauftragt wurde. Dieser errichtete im Rahmen der Sanierung 1742 einen schwimmenden, hölzernen Schleusenkasten („Schwimmschleuse“) für das Stauwehr in der Leine. Erst danach war die Leine an dieser Stelle wieder schiffbar. 1764 bis 1768 wurde Heumanns Schleuse wegen Baufälligkeit durch dessen Sohn, den Hofbaumeister Johann Dietrich Heumann durch eine Trogschleuse ersetzt. 1799 wurden die hölzernen Seitenwände der Schleuse durch Steinwände ergänzt. In dieser Form ist die Schleuse erhalten.
Die Schleuse ist von Tor zu Tor ca. 40 Meter lang, 6,5 Meter breit und 4 Meter tief. Die von Hand über Winden bedienten Schleusentore aus Eichenholz sind 3,15 Meter hoch und 5 Meter breit. Im Zuge der Vorbereitung auf die Expo 2000 in Hannover wurde die Schleuse seit 1996 umfassend denkmalgerecht und funktionsfähig renoviert. Das kanalseitige Schleusentor und die Handwinden sind inzwischen wieder stark verwittert und teilweise zerstört. Die Schleuse ist die älteste erhaltene Europas.